# Georg Lindenskov Samuelsen
Georg Lindenskov Samuelsen (* 8. Januar 1910 in Tórshavn; † 17. Februar 1997 ebenda) war ein färöischer Journalist und von 1936 bis 1981 der langjährige leitende Redakteur der Zeitung Dimmalætting.

## Leben
Schon als 15-Jähriger hatte er 1925 begonnen, bei Dimmalætting, der Parteizeitung des Sambandsflokkurin, zu arbeiten.
Sein Vater Andrass Samuelsen war zu der Zeit Vorsitzender der unionistisch gesinnten Partei. Gut zehn Jahre später übernahm er dann im Jahr 1936 von Poul Niclasen die Leitung des Blattes, die er für die nächsten 45 Jahre nicht mehr abgeben sollte. Auch nach seiner Pensionierung 1981 besuchte er bis in die 1990er-Jahre die Redaktion von Dimmalætting, um dort weiter mitzuarbeiten. 
Ab 1945 war er zusätzlich auch noch Sonderkorrespondent der dänischen Tageszeitung Berlingske Tidende. Im Jahr 1970 wurde ihm für seine langjährige Tätigkeit die Ehrenmitgliedschaft des Sambandsflokkurin verliehen.
Georg L. Samuelsen war auch schriftstellerisch aktiv. Im Jahr 1930 veröffentlichte er die Gedichtsammlung Sól og Sirm. 
Später folgten Übersetzungen von Hörspielen fürs färöische Radio (Útvarp Føroya), sowie Übersetzungen von Theaterstücken für die Theatergesellschaft "Havnar Sjónleikarfelag", der er als Mitglied des Vorstandes von 1952 bis 1967 angehörte. Auch hier wurde er schließlich zum Ehrenmitglied ernannt.

## Familie
Georg Lindenskov Samuelsen war der jüngste Sohn von Andrass Samuelsen, dem ersten Ministerpräsidenten der Färöer, und dessen Frau Beata Lindenskov. Seine älteren Brüder waren der Politiker Trygvi Samuelsen und Steingrim Samuelsen, der Sýslumaður von Eysturoy. Verheiratet war Georg Lindenskov Samuelsen mit Rachel, geb. Fonsdal aus Vestmanna. Töchter sind die Politikerin Lisbeth L. Petersen und die Journalistin Beate L. Samuelsen.